# Баньоло-Сан-Вито
Баньоло-Сан-Вито (итал. Bagnolo San Vito) — коммуна в Италии, располагается в регионе Ломбардия, подчиняется административному центру Мантуя.
Население составляет 5399 человек, плотность населения составляет 110 чел./км². Занимает площадь 49 км². Почтовый индекс — 46031. Телефонный код — 0376.
Покровителем коммуны почитается святой Вит, празднование 15 июня.